# God of War: Ascension
God of War: Ascension es un videojuego de acción-aventura hack and slash desarrollado por Santa Monica Studio y publicado por Sony Computer Entertainment para la PlayStation 3. Lanzado en marzo de 2013, es la séptima entrega de la serie God of War, la primera cronológicamente y una precuela de toda la serie. Basado libremente en la mitología griega, está ambientado en la antigua Grecia con la venganza como motivo central. El jugador controla al protagonista, Kratos, el ex sirviente del dios de la guerra Ares, que engañó a Kratos para que matara a su esposa e hija. En respuesta a esta tragedia, Kratos renunció a Ares, rompiendo su juramento de sangre al dios. Kratos fue, por tanto, encarcelado y torturado por las tres Furias, guardianas del honor y ejecutoras del castigo. Ayudado por Orkos, el guardián del juramento, Kratos escapa de su encarcelamiento y se enfrenta a las Furias, con el objetivo de liberarse de su vínculo con Ares.
La jugabilidad es similar a las entregas anteriores, centrándose en el combate basado en combos con el arma principal del jugador, Espadas del Caos, y otras armas adquiridas mediante la mecánica de Armas Mundiales del juego. Continúa el uso de eventos de tiempo rápidos de entradas anteriores pero también utiliza un sistema de forma libre sin avisos. Se pueden utilizar cuatro ataques mágicos y una habilidad para mejorar el poder como opciones de combate alternativas, y el juego presenta acertijos y elementos de plataformas. El juego también presenta un sistema de combate rediseñado, mecánicas de juego que no están disponibles en entregas anteriores y contenido descargable. En particular, Ascension es la única entrega de la serie que incluye modo multijugador, que es solo en línea y presenta modos para juego competitivo y cooperativo. Desde octubre de 2012 hasta marzo de 2013, estuvo disponible en línea una experiencia social en forma de novela gráfica titulada Rise of the Warrior, una historia precuela que se relaciona con los modos para un jugador y multijugador del juego. Ascension fue el último juego de la serie (en cuanto a producción; cronológicamente fue God of War III) que se basó en la mitología griega y también el último en presentar a Terrence C. Carson como la voz de Kratos. La franquicia pasó a la mitología nórdica con God of War de 2018, con Christopher Judge asumiendo el papel de Kratos.
God of War: Ascension recibió críticas generalmente positivas de los críticos, quienes elogiaron su jugabilidad fundamental y su espectáculo como fiel a la serie, aunque se consideró que la historia era menos convincente que en entregas anteriores. El elemento multijugador del juego recibió respuestas mixtas: aunque los críticos encontraron que la jugabilidad se tradujo bien en la configuración multijugador, criticaron el equilibrio y la profundidad del combate. Ascension vendió menos que su predecesor, con más de 3 millones de unidades enviadas y no recibió premios, pero sí recibió varias nominaciones, incluido "Logro destacado en escritura de videojuegos" en los premios Writers Guild of America Videogame Awards y la Academia de Artes Interactivas y Premio de Ciencias por "Logro destacado en diseño de sonido".

## Sinopsis
Como con otros juegos de God of War, God of War: Ascension se encuentra en una versión alternativa de la antigua Grecia poblada por los dioses del Olimpo, titanes y otros seres de la mitología griega. Los eventos se fijan antes que los de Chains of Olympus (2008), y diez años antes de la primera entrega de 2005 (God of War.)

## Personajes
El protagonista del juego es Kratos (voz de T.C.), un guerrero espartano que rompió su juramento de sangre con el dios de la guerra, Ares. Otros personajes incluyen a Orkos (Troy Baker), el guardián del juramento; Alétheia (Adrienne Barbeau), el Oráculo de Delfos, el profeta Castor (David W. Collins y Grusnick Brad, respectivamente), las tres Furias y principales antagonistas: Megera (Nika Futterman), Tisífone (Debi Mae West) y la Reina de Las Furias, Alecto (Jennifer Hale), y el escritor de Hecatónquiros (Robin Atkin Downes). La esposa de Kratos, Lysandra (Jennifer Hale), y su hija, Calliope, aparecen en una ilusión creada por Alecto. Zeus (Corey Burton), el rey de los dioses del Olimpo, Ares (Steven Blum), el dios de la guerra, Poseidón (Gideon Emery), el dios del mar, y Hades (Fred Tatasciore), el dios del Inframundo. Tienen cameos en el modo multijugador, el semidiós Hércules (Kevin Sorbo) y el cíclope Polifemo también aparecen en el modo multijugador como jefes.

## Argumento
La historia de God of War: Ascensión narra el viaje de redención de Kratos desde sus pecados pasados y el ascenso de su furia para liberarse de los trabajos de Ares. Según el sitio web oficial de God of War: Ascensión, el juego se desarrolla seis meses después de que Kratos asesinara a su esposa e hija. Joystiq confirma: "Los jugadores serán introducidos a un Kratos más humano que nunca antes". Con el director Todd Papy indicando que el juego será "dando a la gente una mirada al lado humano de Kratos para que puedan "ventilarse" y relacionarse con lo mejor y entender algunas de las cosas que sufrió cuando era más joven." Papy confirmó también que Kratos tendrá las Blades of Chaos (Espadas del Caos) y que la historia tiene lugar después de que Kratos vendió su alma a Ares. Santa Monica anunció que las tres furias (que debe derrotar a Kratos para poder romper sus ataduras con Ares) son los principales antagonistas del juego. Megara, una de "Las Furias", apareció en un nuevo tráiler. En el vídeo presentado en la E3 2012, aparece Kratos en un muelle luchando contra enemigos, y en él, se le puede ver manipulando el tiempo y utilizando las armas de sus enemigos. Al final del gameplay, aparece Kratos atacando al Caribdis.
El 1 de febrero de 2013, Santa Monica subió un vídeo a Youtube sobre los primeros 30 minutos de God of War: Ascension a la prensa. Tal vídeo es la demo que se dio a conocer el 26 de febrero.
El juego se abre con una cinemática narrada por Gea (Gaia) (Linda Hunt), que habla de cómo hubo una gran batalla entre los Primordiales, los seres que forjaron la tierra, que duró una eternidad. De la guerra nacieron las furias, los guardianes del honor y la orden de castigo. El primero de estos traidores fue Aegaeon, el Hecatónquiros. Aegaeon había hecho un juramento de sangre a Zeus, pero traicionó al rey de los dioses. Las furias capturaron y torturaron a la criatura. En vez de matar a Aegaeon, las furias lo convirtieron en piedra, convirtiéndose en una prisión gigante de los condenados, siendo un símbolo para todos los que piensan de romper un juramento de sangre a un dios.
El juego comienza con Kratos encadenado en la cárcel por violar su juramento de sangre para el dios de la guerra, Ares. Megara, una de las tres furias, viene a dar Kratos su castigo diario. Megara tortura a Kratos, golpeándolo en repetidas ocasiones, pero ella rompe accidentalmente una de las cadenas que sujetaban de los brazos a Kratos. Con su cuerpo superior libre, Kratos capitaliza un ataque y libera las espadas del caos, pudiendo finalmente soltarse y tirarse contra Megara, sin embargo esta se libera de él; Kratos persigue entonces a Megara, luchando contra varios enemigos en el proceso. Finalmente la captura, pero Megara utiliza sus parásitos-insectos, para despertar y mutar los brazos Hecatónquiros. Megara utiliza estos parásitos para despertar la cabeza de Aegaeon mientras muchos brazos de la criatura comienzan a cobrar vida y atacar a Kratos. Kratos se enfrenta a la Furia, Tisífone, que intenta engañar al espartano con una ilusión. Después de superar la ilusión, Kratos localiza a Megara, que a pesar de usar a Aegaeon como arma, es asesinada por el espartano. Kratos luego recupera el Amuleto de Uroborus, un artículo previamente quitado.
La narración cambia a tres semanas antes del encarcelamiento de Kratos. Confrontado por el guardián del juramento, Orkos, en el pueblo de Kirra, Kratos es informado por éste, que las visiones que ha estado experimentando son trucos mentales creadas por las Furias, y le da instrucciones para encontrar al Oráculo de Delfos. Viajando hacia el Templo de Delfos, supera el malvado Castor el Profeta y su gemelo Pólux, quien intentó matar al Oráculo para que Kratos no pudiera verla. El Oráculo antes de morir instruye a Kratos para viajar a De los para recuperar los Ojos de la Verdad. Tomando el Amuleto de Uroborus de Castor, ahora muerto, y Pólux, Kratos viaja al puerto de Kirra, encontrándose con Orkos de nuevo. El guardián del juramento revela que él es el hijo de Ares y Alecto. Ares quería un guerrero perfecto que podría ayudarle a derrocar a Zeus. Pero Ares renegó a su hijo, y Orkos se convirtió en el guardián del juramento de las Furias para complacer a su madre. Explicó que para convertir a Kratos en el guerrero perfecto y atarlo a su voluntad, Ares, junto con las Furias, ideó tres misiones de sangre que Kratos llevó a cabo sin darse cuanta: derramar la sangre de sus enemigos, que cumplió con el asesinato del Rey Bárbaro, la segunda era derramar la sangre de los inocentes, el asesinato de los adoradores de Atenea, y la última era derramar la sangre de los suyos, que Ares logró al conseguir que Kratos asesinara a su familia por accidente. Orkos hizo su oferta como el guardián del juramento y no cuestionó a las Furias hasta que Ares engañó a Kratos a matar a su familia. El guardián también reveló que los ojos de la verdad eran los propios ojos del Oráculo, tomada por las Furias, Orkos y Alétheia trataron de advertir a Zeus sobre el plan de Ares y las Furias. Armado con este conocimiento, Kratos toma un barco a Delos.
Volviendo a la actualidad, Tisífone arroja una ilusión, y como el rey de Esparta, Kratos intenta engañarla haciéndole creer que lo supera y recupera la Piedra del Juramento. Se encuentra con el escriba del Hecatónquiros, que revela que él fue el primer mortal en ser encarcelado por las Furias. Al llegar a la isla de Delos, Kratos explora la estatua gigante, en ruinas, de Apolo. Es atacado por las tres Furias, y es capturado cuando la Reina de las Furias, Alecto, interviene. Sin embargo, Orkos, aparece y libera a Kratos, trasladándolo a otro lugar, con Alecto prometiendo que Kratos nunca tendrá éxito. Después de un peligroso viaje y recibir el juramento de Orkos, Kratos usa el Amuleto de Uroborus para restaurar completamente la estatua y recupera los ojos de la linterna que contiene. Después de completar los ensayos de Arquímedes, Kratos es emboscado por las Furias, que toman cautivo y roban los ojos, el amuleto de piedra y el Juramento.
Kratos entonces aparentemente vuelve a casa con su esposa y su hija, sólo para descubrir que era una ilusión proyectada por Alecto. Ella intenta convencer a Kratos que puede vivir dentro de esta ilusión si se reincorpora a Ares, pero él niega y le dice que quiere la realidad. Enfurecidas, Alecto y Tisífone atacan, Kratos se las arregla para recuperar los Ojos, y Alecto se transforma en un monstruo marino similar al Kraken. Después de una batalla brutal y el uso de los ojos para romper las ilusiones de las Furias, Kratos ataca a Tisífone, quien con cada golpe se transforma en cada ilusión que Kratos conoció (El Rey de Esparta y Él mismo sin las cenizas en su cuerpo); y cuando la toma del cuello, toma la apariencia de su esposa, haciéndolo dudar en ese momento, pero se recompone y procede a estrangularla y Tisífone realiza su última ilusión: Transformarse en el Oráculo de la aldea que Kratos quemó y donde accidentalmente mató a su familia, advirtiéndole, con una sonrisa burlona que él se buscó todo esto, luego muere estrangulada. Finalmente, Kratos mata a Alecto al clavarle sus espadas en el pecho y, antes de morir, le dice a Kratos que su muerte no lo liberara de su demencia. Con la muerte de las furias, las prisiones de ámbar en donde otros mortales habían hecho su juramento a algún Dios y las cuales formaban parte de la estructura del Palacio de las Furias y de la prisión se destruyen, haciendo que comiencen a derrumbarse (Y posiblemente liberando a los prisioneros).
```
regresa a su antiguo hogar, donde se reencuentra con Orkos, a quien Kratos muestra su gratitud por ayudarlo a liberarse de las Furias y de Ares, pero Orkos le revela que cuando lo capturaron, Alecto lo hizo devuelta el guardián de su juramento y, por lo tanto, Kratos seguía sometido a Ares y que la única forma de liberarse era matar a Orkos, pero Kratos se rehúsa, afirmando que derramó demasiada sangre inocente, pero Orkos lo convence al decirle que debe liberarse de la influencia de Ares y obtener su venganza. Orkos le da su espada a Kratos y le pide una última petición: Una muerte honorable. Con dolor y frustración, Kratos mata a Orkos, liberándolo de su juramentto, provocando que la verdad de sus acciones pasadas salieran a luz con perfecta claridad, y se convierten en las visiones que lo perseguirían por el resto de su vida. Al caer la noche, Kratos quema su casa con el cadáver de Orkos adentro, y se marcha para deshacer todo lo que había hecho.
```

## Jugabilidad

### Un jugador
Como se ve en las demostraciones, el gameplay de God of War: Ascensión es similar a la de sus predecesores. Es un videojuego de un jugador de tercera persona visto desde una perspectiva de cámara fija. El juego también cuenta con una vista de primera persona. El jugador controla el personaje Kratos, combates basados en combos, plataformas y elementos de juego de rompecabezas (puzles). Kratos es guiado a través de varios ambientes mientras lucha contra enemigos, provenientes sobre todo de la mitología griega. Algunos puzles son simples, tales como mover un pedazo de piedra para que el jugador pueda utilizarlo para acceder a una vía inalcanzable con salto normal, pero otros son más complejos, como el hallazgo de varios elementos a través de diferentes áreas del juego para desbloquear una puerta.
El arma principal de Kratos son las Espadas del Caos: un par de cadenas atadas a las espadas que se envuelven alrededor de las muñecas de Kratos. Las hojas pueden ser giró para atacar a enemigos. Kratos será capaz de imbuir a las espadas del caos con diferentes propiedades elementales, como fuego, hielo y magia negra. Aunque poco se ha revelado sobre nuevas armas obtenidas en el juego, Kratos es capaz de recoger las armas de los enemigos derrotados y utilizarlos (también para que Kratos cambiar mid-combo de armas) por un tiempo limitado. Poco se ha revelado de las habilidades mágicas que se adquirirán, excepto la mecánica del ciclo de vida, que permite a Kratos congelar enemigos y manipular el tiempo para resolver el puzle. Como en los anteriores juegos, los jugadores encontrarán cofres color verde, azul o rojo, que contengan orbes o su color correspondiente. Orbes verdes sirven para reponer la salud del jugador, los orbes azules sirven para reponer la magia, y los orbes rojos proporcionan experiencia para mejorar armas y magia, realizando ataques nuevos, más potentes disponibles.
El jugador contará con un sistema de combate y armas "renovado", minijuegos y rompecabezas nuevos. Sony dijo que el juego ofrecerá " personajes realistas, efectos de iluminación dinámica y escenarios nuevos", aunque la historia es "un poco más corta" que los juegos anteriores.

### Multijugador
El juego ofrece una función multijugador para hasta ocho jugadores, con un elemento pequeño de la historia. Los jugadores son en dos equipos de cuatro, o solo y tratará de tomar el control de un mapa con el fin de obtener recompensas de los dioses, aunque los jugadores primero deben vender el alma de su campeón a uno de los cuatro dioses: Ares, Hades, Zeus y Poseidón. Cada dios ofrece un estilo de juego de combate único y habilidades en batalla. Los jugadores desbloquearán especiales capacidades mágicas, nuevas y mejoradas armaduras y armas, reliquias y otros tesoros para que los jugadores ganen puntos de experiencia (XP) para subir su Guerrero de nivel. Aunque Kratos no es elegible en el Modo Online.

### Dioses
Son 4 en total, al rendirle fruto este les otorgara las características del dios en cuestión:
1. Ares: Dios de la guerra con armas de tono rojo, se centra más en el ataque, bloqueo y negación de bloqueo, no cuenta con una buena defensa tanto físico como mágico.
2. Hades: El dios del inframundo con armas de tono morado, se basa en la movilidad, escape y robo de vida, no tiene una buena defensa en ataques mágicos.
3. Zeus: Dios del olimpo con armas de tono amarillo, se basa en la negación de usar magia, los ataques mágicos y defensa contra los ataques mágicos, carece de ataque y carece de defensa ante ataques físicos.
4. Poseidon: Dios de los mares con armas de tono azul, se basa en la vida, la defensa y la curación en equipo, carece de ataque físico y mágico.

### Modos de juego
Cada mapa multiplicador se basa en una ubicación de God of War (por ejemplo desierto de las almas perdidas de God of War) y el Foro de Hércules de God of War III. La primera demostración es el mapa del desierto. Los jugadores pelean en equipos para el control del territorio, con el cíclope Titan Polifemo. Zonas impugnadas contienen engranajes mecánicos que controlan las cadenas vinculadas a Polifemo, y después de ganar un cierto número de puntos de favor, los dioses premiarán el ejército vencedor con la Lanza del Olimpo, que a su vez proporciona la potencia necesaria para matar a Polifemo.
Sony ha dejado varios vídeos en la cual demuestra oficialmente el modo Multiplayer.
Favor de los dioses por equipos (4 contra 4 jugadores)
En este modo, dos equipos de cuatro intentan acumular la cantidad de 8000 puntos de destino para obtener la victoria. Cuando los jugadores no están a la ofensiva, pueden ayudar a su equipo a ganar puntos por capturar altares, recogiendo orbes rojos de cofres y ajustar las trampas para oponerse a los jugadores. Todos los mapas multijugador de nivel cuenta con varios poderes especiales, como las botas de Hermes para velocidad acelerada, obviamente los jugadores tendrán una breve ventaja.
Las formas para conseguir favores son:
- Por capturar un altar son 100 favores.
- Por conservar un altar capturado son 50 favores por cada 10 segundos.
- Por matar a un jugador son 100 favores.
- Por abrir un cofre son 50 favores.

Favor de los dioses por equipos (2 contra 2 jugadores)
Duelo a muerte de 2 equipos de 2, el objetivo es obtener 2000 favores.
Las formas para conseguir favores son:
- Por matar a un jugador son 100 favores.
- Por abrir un cofre son 50 favores.

Capturar la bandera (4 contra 4 jugadores)
El objetivo es robar banderas del equipo contrario y a la vez defender la bandera del equipo, a la mitad del tiempo aparecerá una bandera extra para capturarla, los mapas son modificados de forma que en ciertos mapas en tales caminos son sellados, algo que no sucede en otros modos de juego, el objetivo es capturar 3 banderas.
Favor de los dioses (4 jugadores)
Hay también un modo "Favor" regular de la modalidad de dioses, que es un partido de cuatro jugadores donde los jugadores no están en equipos, son todos contra todos, el objetivo es obtener 1600 favores.
Las formas para conseguir favores son:
- Por matar a un jugador son 100 favores.
- Por abrir un cofre son 50 favores.

Favor de los dioses (8 jugadores)
Modo de juego tipo "todos contra todos" pero a mayor escala y la posibilidad de capturar altares para conseguir más puntos, el objetivo es obtener 1600 favores.
Las formas para conseguir favores son:
- Por capturar un altar son 125 favores.
- Por conservar un altar son 50 favores.
- Por matar a un jugador son 100 favores.
- Por abrir un cofre son 50 favores.

Competición de los dioses (1 jugador)
Modo de juego en el cual el jugador deberá derrotar a todos los enemigos presentes una vez que empiece la ronda, el objetivo es completar las 5 rondas en un lapso de tiempo, para obtener más puntos hay que acabar ronda lo más pronto posible para obtener una medalla que pueden ser oro, plata o bronce dependiendo la rapidez del jugador.
Las formas para conseguir tiempo y favores son:
- Minijefes: Por matarlos se obtienen 100 favores más +15-25 segundos dependiendo del Minijefe.
- Grandes bestias: Por matarlos se obtienen 25-50 favores más +5-20 segundos.

- Bestias: Por matarlos se obtienen 15-25 favores más +1 segundo.
- Bestias menores: Por matarlos se obtienen 10 favores más +2-3 segundos.

- Alimañas: Por matarlos se obtienen 5 favores más +1 segundo.

Competición de los dioses Co-op (2 jugadores)
El mismo modo de juego que el anterior solo que con otro jugador; varia en la cantidad de moustruos presentes, es aumentado.
Lance/Batalla de honor (1 jugador contra 1 jugador)
Modo de batalla 1 vs 1 donde pondrán a prueba su habilidad. El objetivo es matar al rival o consiguiendo la mayor cantidad de salud al final de la ronda gana la ronda, son 7 rondas en total, gana el que tiene mayor número de victorias.

### Multiplayer Beta
Una beta de multijugador fue anunciada en la gamescom 2012 mundialmente. El 22 de octubre, Todd Papy es quien anunció que la beta sería lanzada en invierno de 2012. La beta incluye características que anteriormente no habían sido públicamente revelados. Los jugadores que participaron en la experiencia social de "Subida del Guerrero" en GodofWar.com y en el equipo del espartano recibieron una semana de exclusivo acceso temprano a la beta, que se inició el 12 de diciembre (acceso del equipo troyano recibido el 17 de diciembre). Desde el 30 de noviembre hasta el 7 de diciembre, Santa Mónica permitía a los jugadores de SCE Europa para inscribirse en una oportunidad de ser escogido al azar para acceder a la beta.
La beta llegó a estar disponible para los suscriptores de PlayStation Plus el 8 de enero de 2013. En la beta aparece la opción para los jugadores de alinearse con Ares o Zeus y se presentó en el desierto de las almas perdidas (ocho jugadores) y el foro de Hércules (cuatro jugadores), los mapas con los modos de juego, equipo Favor de los dioses y capturar la bandera en Favor de los dioses en el foro de Hércules y el desierto de las almas perdidas. Todos los participantes de la Multiplayer Beta recibirá la hoja y la armadura del campeón cuando inicia el juego. El 19 de enero de 2013, Santa Mónica permitió que todos los usuarios de PlayStation Network de Norteamérica y Sudamérica, la beta se podía obtener mediante vales canjeables por un tiempo limitado. La beta se terminó en hora del Pacífico de medianoche el 21 de enero.

## Desarrollo
En el E3 2012, en la conferencia de prensa de Sony el 4 de junio, la fecha de lanzamiento para Norteamérica fue confirmada para el 12 de marzo de 2013. Una demostración de un jugador también fue mostrada para revelar la nueva mecánica del juego y sistemas de combate. Papy confirmó el 4 de junio en la PlayStation.Blog, que God of War: Ascension está siendo desarrollada para la función 3D estereoscópico: "estamos creando el juego de una manera inteligente para 3D y no sólo una experiencia convertida". Papy confirmó también una edición de coleccionista con una estatua de Kratos de edición limitada.
El 30 de abril de 2012, se confirmó que el juego contará con un motor de God of War III reestructurado, permitiendo batallas multijugador en línea y offline hasta para ocho jugadores. Papy confirmó que con el fin de permitir la personalización, Kratos y otros dioses conocidos no se incluirán en los modos multijugador como personajes jugables, pues los desarrolladores no querían un "Kratos rojo, Kratos azul ni un Kratos amarillo". Esta decisión se tomó "para equilibrar el juego cuando los jugadores se enfrentaran uno contra el otro." Papy también señaló que no habrá personajes femeninos porque cada personaje en el modo multijugador está basado en el modelo de animación de Kratos.
El juego fue anunciado oficialmente el 19 de abril de 2012 con un tráiler de anuncio y lo reveló Todd Papy como director del juego, aunque Amazon filtró la noticia al día pronto de haberse anunciado. David Jaffe confirmó que Stig Asmussen no volverá para dirigir ya que él estará "haciendo cosas interesantes en Santa Mónica". El tráiler, narrado por Linda Hunt (en inglés), se refiere a un tiempo antes de que Kratos se convirtió en el "Fantasma de Esparta". El tráiler fue confirmado oficialmente con el nombre del juego como God of War: Ascension. Papy dice que el juego no se tituló God of War IV para evitar confusiones, ya que es una precuela, en lugar de secuela, de la trilogía. El nombre del juego fue elegido porque se muestra como de un guerrero de Esparta, "asciende" a un semidiós muy conocido y temido por todos.
El 31 de agosto de 2012 en la Penny Arcade Expo 2012, el equipo creativo reveló a un nuevo jefe, Megara, una de las tres furias y principales antagonistas en el juego. Mark Simon (diseñador del juego) también informó que el propósito del botón de círculo ha sido cambiado: en lugar de utilizar el botón círculo para abrir los cofres o activar el minijuego de Quick time event (Evento de tiempo rápido), el botón de círculo ahora se podrá utilizar en conjunción con combos, permitiéndole a Kratos robar las armas enemigas y golpear o patear enemigos. Todd Papy dijo también que consideraba en utilizar a la diosa Artemisa como un personaje femenino, que habría ofrecido al jugador opciones alternativas de combate. Artemisa habría sido representada como mitad humano y mitad felino, con la cabeza y el torso de una mujer y las patas de una Leona. Artemisa no la colocaran en el juego, pero Papy dijo que le gustaría explorar la posibilidad de utilizar a otros dioses en el futuro.
El 22 de octubre de 2012, fue lanzado un nuevo tráiler multijugador mostrando las habilidades y competencias que los jugadores reciben al alinearse con Zeus. En Spike's GameTrailers TV de Spike (TV GT) reveló el 8 de noviembre de 2012, un nuevo tráiler multijugador mostrando las habilidades y competencias de la alineación de jugadores con Ares. GT TV también dio a conocer un nuevo mapa multijugador, es el lugar donde Kratos peleó con Hércules en God of War III.
En el E3 2012, se había mostrado el demo del juego para un solo jugador, mostró la nueva mecánica del juego y un mejor sistema de combate. Kratos también mostró ser capaz de arrebatar (o robar) las armas de los enemigos y poder usarlas en su contra. Otras nuevas características incluyen la capacidad de crear ondas de choque y el nuevo poder llamado "Ciclo de vida", lo que le permitirá a Kratos congelar a los enemigos y de manipular el tiempo para controlar diversos objetos para poder solucionar algunos puzles. Varios nuevos enemigos también se destacaron entre ellos el Elephantaur (que es una criatura mitad hombre, mitad elefante), y la bestia de mar Caribdis.

### Comercialización
El 4 de junio de 2012, SCE Santa Monica Studio anunció el God of War: Ascension – Collector's Edition disponible por tiempo limitado en Norteamérica. El paquete incluye una "estatua de Kratos, un libro SteelBook y exclusivo contenido descargable (DLC) disponible a través de la PlayStation Network (PSN). El DLC exclusivo incluye la banda sonora oficial de juego, un tema dinámico de XrossMediaBar (XMB) de PS3, un pack de avatar PSN, doble XP para el modo multijugador, y un vale para desbloquear todo accesorio futuro del juego sin costo adicional. El 30 de agosto de 2012, Santa Monica anunció la edición de coleccionista de territorios europeos. El God of War: Ascensión – Edition Special y estará disponible al mismo precio que la edición estándar. Incluye el caso de juego premium SteelBook y disponible en la edición de coleccionista excepto el pase DLC.
En Amazon USA, el God of War: Ascensión – Collector's Edition tiene un precio de 79,99 dólares.
Los pedidos anticipados para la edición de coleccionista comenzaron el 4 de junio de 2012 en Norteamérica. Los minoristas participantes también están ofreciendo el "Mythological Héroes Multiplayer DLC Pack" como un bono para preventa el estándar o edición de coleccionista del juego. El DLC pack incluye las armaduras de Aquiles, Odiseo, Orion y Perseus, respectivamente para el uso en el modo multijugador. Junto con el pack DLC, GameStop ofrece un bono exclusivo para pre-pedido — la armadura y la lanza del rey Leonidas, como se muestra por Gerard Butler en la película de 2007 300, para su uso en multijugador y una carátula exclusiva 22x28. Por un tiempo limitado, todas las copias de God of War: Ascension compradas en Best Buy incluirá el arma, Mjölnir (el martillo de Thor), inspirada en la serie de TV, vikingos, como DLC.
La demo de un jugador del E3 2012 se incluye con copias de la película "Director Cut" (Blu-ray) y Blu-ray/DVD. Y un Combo Pack para la película Total Recall, que fue lanzado el 18 de diciembre de 2012. Todas las copias de God of War: Ascension incluirá acceso anticipado a la demostración de The Last of Us de Naughty Dog. Las copias de God of War: Ascension también incluyen un código para descargar dos personajes DLC para PlayStation All-Stars Battle Royale, que son Isaac Clarke (de Dead Space) y Zeus, apropiadamente, de God of War. Anunciado el 31 de enero de 2013, también estará disponible por un tiempo limitado el God of War: Ascensión Legacy Bundle. Este paquete incluye God of War: Ascension, God of War: Saga Collection, una suscripción de un mes a PlayStation Plus y un PS3 Super Slim rojo de 500 GB.

## Recepción
God of War: Ascension ha recibido la acogida generalmente favorable de la crítica con un puntaje promedio de las reseñas de 79.45% de GameRankings y 80/100 en Metacritic, los críticos elogiaron el juego y el espectáculo fiel a la serie fundamental, pero también fueron críticos hacia una falta de nuevas ideas y una respuesta desigual en los modos multijugador adicionales.
Dale North de Destructoid dio alabanza a las nuevas mecánicas de juego, afirmando que "God of War nunca se ha visto o jugado mejor que esto". Xav de Matos de Joystiq dijo que el combate es más simple que en God of War III y rara vez requiere de mucho ajuste. "en una nota positiva, Matos dijo que "el combate siempre se ve impresionante y caótico". Simmons dijo que "la mayor parte", es equilibrada, pero dijo que Ascension "es probablemente el más fácil" de la serie, con la excepción de la gran cantidad de enemigos en algunas secciones donde morir" se siente frustrante".

## Banda sonora
La banda sonora original del videojuego es compuesta por Tyler Bates (compositor de la película 300) y Timothy Williams. Es lanzado como contenido descargable a través de God of War: Ascension Collector's Edition y Edition Special por Sony Computer Entertainment. También fue lanzada en iTunes el 5 de marzo de 2013.

## Curiosidades
- Este es el único juego de la saga junto a God of War (2018) que no tiene la cara de Kratos en el menú principal.
- Aquí los Minotauros son sustituidos por los Elefantauros.

## Las Hermanas Del Honor
- «Megara»
- «Tisífone»
- «Alecto»